# Sexologia feminista

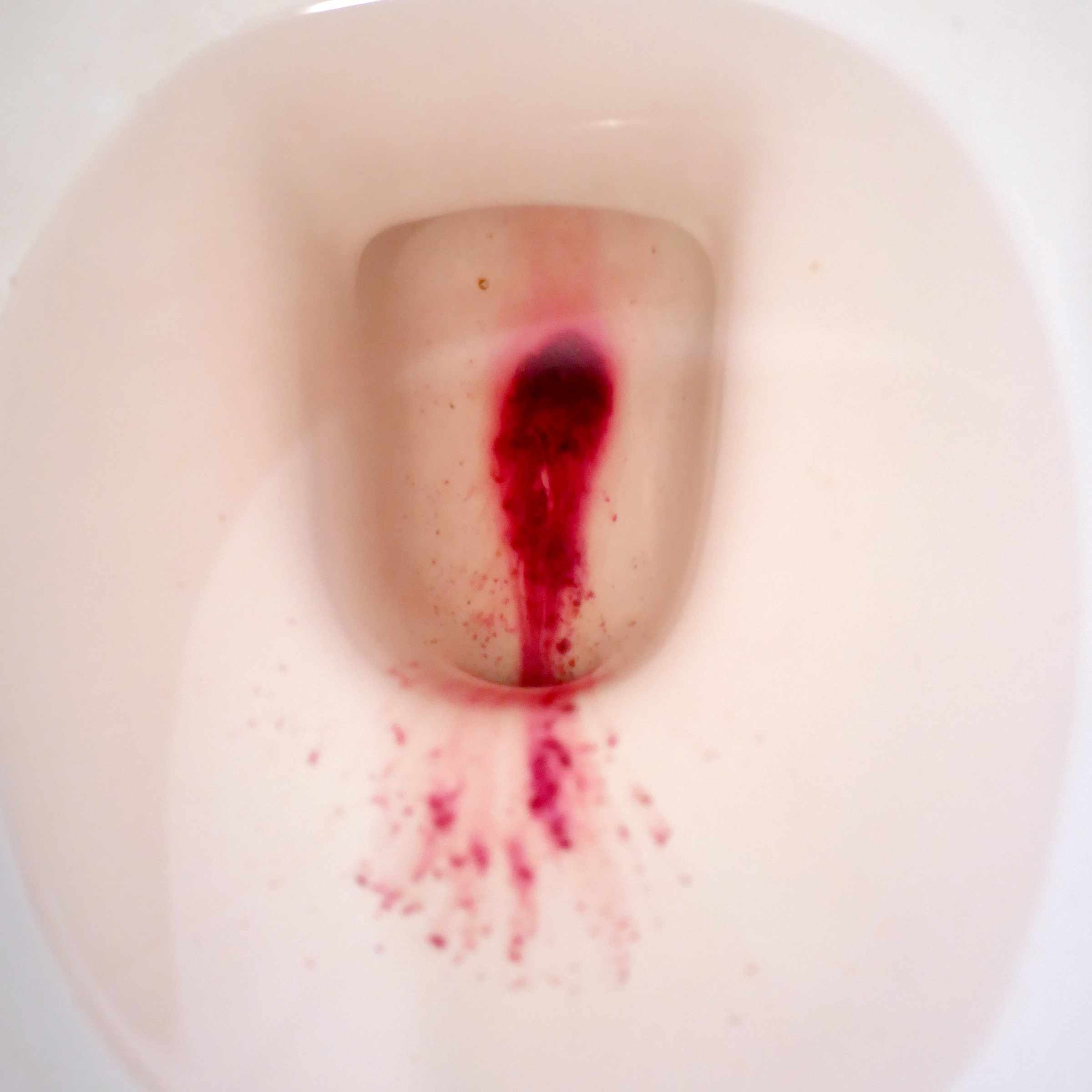
A quebra do tabu por trás da menstruação é uma reivindicação da sexologia feminista

A sexologia feminista é uma vertente da sexologia voltada para saúde e respeito com a mulher e a normalização de alguns tabus perante a sociedade.

A ascensão da sexologia feminista veio junto com a ascensão do feminismo, este tipo de sexologia melhorou e muito a qualidade de vida e a saúde das mulheres, tendo em vista que deu mais liberdade para conversar sobre questões consideradas polêmicas como a masturbação, a menstruação e o direito da mulher ao orgasmo.

## Menstruação
A menstruação sempre foi considerada tabu, em culturas antigas a menstruação era um sinal de impureza e de sujeira, mesmo sendo algo natural e o único sangue que sai do corpo que não é proveniente de violência ou trauma.
O direito de poder falar abertamente sobre a menstruação é uma reivindicação das sexologia feminista tendo em vista que menstruação é questão de saúde, a coloração do sangue menstrual pode falar muito sobre a saúde da mulher e não falar sobre este período pelo simples fato de ser um tabu pode ocasionar doenças que poderiam ser evitadas com a comunicação sobre a menstruação.
Existem apelidos como "aqueles dias" ou ditados populares como "não pode cozinhar se não desanda" que podem ser considerados por feministas como machistas.

### A pobreza menstrual
Com os tabus por trás deste período delicado, começaram a se espalhar histórias tristes de mulheres com falta de renda e que recorrem a métodos não saudáveis para improvisar tampões nos seus períodos, a pobreza menstrual (o nome dado ao fenômeno de mulheres sem dinheiro para comprar absorventes e tampões convencionais) é um problema socioeconômico que poderia ser tratado com ações públicas.

#### Improvisação
Existem mulheres que, por falta de dinheiro para comprar absorventes, utilizam de métodos não saudáveis e inseguros para proteção pessoal em seus dias de ciclo, entre os métodos estão, a utilização de miolo de pão na vagina para conter a menstruação, utilização de jornal na área genital, várias camadas de papel higiênico para tentar parar o fluxo menstrual.

#### Presença escolar
Segundo a ONU, uma a cada dez meninas falta a escola quando estão menstruadas, isto se deve a falta de segurança que estas meninas tem de ir as escolas utilizando absorventes improvisados e assim com medo de gerar um constrangimento maior em caso de vazamento destes tampões improvisados.

#### Problemas de saúde
Ao improvisar um tampão, as meninas e mulheres correm diversos riscos, além de colocar em sua região genital materiais que não deveriam ser deixados lá por muito tempo, causando a proliferação de bactérias e assim a candidíase, alguns métodos utilizados pelas mulheres na pobreza menstrual, como utilizar miolo de pão ou jornal podem trazer problemas mais graves como fungos na região da vagina.

#### Solução
A solução principal seria a distribuição gratuita de absorventes no sistema publico de saúde, o que já acontece na Escócia.
No Brasil, a deputada federal Tabata Amaral (PDT) propôs em 2020 um projeto para distribuição gratuita de absorventes em unidades de saúde publicas (o que já é feito com camisinhas), o projeto proposto por Tabata ainda está em andamento, porém com mais informações sobre a pobreza menstrual, é possível que ele seja aprovado.

## Direito ao orgasmo
Esta é outra pauta na qual a sexologia feminista tem várias reivindicações, durante anos as mulheres foram tratadas como objetos sexuais para dar prazer aos seus companheiros, atos não muito agradáveis como o sexo anal e sexo oral de forma agressiva pertenceram da rotina das mulheres. Felizmente atualmente as mulheres estão mais livres para negar a vontade de seus companheiros, e cada dia mais estão ganhando lugar de fala quando o assunto é sexo.
Porem os dados sobre o assunto ainda são assustadores, segundo o portal extra, 23% dos homens não souberam apontar onde e como "encontrar" o clitóris da mulher (principal órgão que induz ao orgasmo feminino) e isto é preocupante, tendo em vista que a masturbação feminina também é tabu, assim existem mulheres que não são mais virgens e que nunca "gozaram", o mesmo estudo relata que 22% das mulheres entrevistadas nunca se masturbaram.
E mesmo que os homens conheçam onde fica o clitóris, muitos deles não sabem como "manuseá-lo", o clitóris é uma estrutura extremamente delicada e seu manuseio de maneira muito agressiva pode causar dor e desconforto. Então outra reivindicação da sexologia feminista é a liberdade da mulher falar para o homem como funciona o seu próprio corpo, a filosofia por trás é simples, a mulher conhece seu corpo bem melhor que qualquer homem, então ela tendo liberdade para explicar suas necessidades na cama, podem favorecer o casal, até por que caso feito "de maneira errada" a mulher pode acabar se machucando ou não sentindo prazer.

### Masturbação feminina
Para se conhecer e ajudar seu parceiro sexual a conhecê-la também, é importante e saudável que a mulher pratique o auto-amor, porem esta questão continua sendo um tabu, o fato da mulher querer sentir prazer sozinha e assim aprender sobre seu corpo. Mas como citado anteriormente 22% das mulheres entrevistadas pelo portal extra, nunca se masturbaram, e isto se deve ao tabu por trás da masturbação feminina. Ainda é muito comum pesquisas sobre como se masturbar feitas por mulheres que desconhecem seu próprio corpo, e o direito de falar e agir sobre o assunto também é um desejo da sexologia feminista, tendo em vista que a masturbação masculina é amplamente falada sem tabus, então a masturbação feminina também é igualmente importante para a saúde da mulher.